# شروون (میسیسیپی)
شروون (به انگلیسی: Sharon) مکانی در ایالت میسیسیپی کشور ایالات متحده آمریکا است که جمعیت آن در سرشماری سال ۲۰۱۰ میلادی، ۱٬۴۰۶
نفر بوده‌است.